# العلاقات البنغالية الألمانية
العلاقات البنغلاديشية الألمانية تصف العلاقة الثنائية بين بنغلاديش وألمانيا. 
كانت ألمانيا واحدة من أوائل الدول في أوروبا التي أقامت علاقات دبلوماسية مع بنغلاديش. سرعان ما أصبح واضحًا أن العلاقة بين البلدين كانت مهمة لإعادة الإعمار، حيث أن حرب الاستقلال في بنغلاديش قد خلفت دمارًا شديدًا. تلعب التجارة بين البلدين اليوم دوراً هاماً وتمثل أكبر فرصة للتنمية المستدامة لبنجلاديش. 
تمثل بنغلاديش في ألمانيا عن طريق سفارتها في برلين.  منذ عام 1972 تحتفظ الحكومة الألمانية بسفارة في دكا. وكلاهما عضو في الأمم المتحدة والبنك الدولي ومنظمة التجارة العالمية .

## العلاقات الاقتصادية
ظل النمو في بنجلادش ثابتًا عند حوالي 6٪ منذ عام 2006. الهدف الرئيسي للسياسة الاقتصادية لبنجلاديش هو إنشاء بنغلاديش كدولة متوسطة الدخل.
بلغ حجم التجارة الثنائية بين ألمانيا وبنغلاديش 4.39 مليار اليورو. حصة ألمانيا من حجم الصادرات من بنغلاديش هي ثاني أكبر (بعد الولايات المتحدة الأمريكية) مع 3.79 مليار دولار اليورو. الواردات من ألمانيا تنخفض مع حوالي 0.599 مليار دولار اليورو أقل بكثير. أساسا يتم تصدير المنسوجات إلى ألمانيا (أكثر من 90 في المئة). أكبر مكونات واردات بنغلاديش هي الآلات (52 ٪) ، والمواد الكيميائية (23 ٪) والسلع الكهربائية (8 ٪).
تعتبر غرفة التجارة والصناعة الألمانية البنغلاديشية (BGCCI) أكبر غرفة ثنائية في بنغلاديش حيث تضم حوالي 600 شركة عضو وتمثل مصالح المستثمرين الألمان في بنغلاديش. 
دخلت اتفاقية حماية وتشجيع الاستثمار الثنائية حيز التنفيذ منذ سبتمبر 1986، وهي اتفاقية الازدواج الضريبي منذ عام 1993. 
حصة الاستثمار الأجنبي المباشر أقل من 1 ٪ من الناتج المحلي الإجمالي في بنغلاديش، على الرغم من أن البلاد تقدم قوانين ليبرالية للغاية للمستثمرين. تخطط وكالة تشجيع الاستثمار البنجلاديشي (BOC) لزيادة حصة الاستثمار الأجنبي المباشر. نحن نبحث عن مستثمرين في مجالات الزراعة وصناعة النسيج وبناء السفن.

## التعاون الإنمائي
من الجوانب الواسعة للعلاقات البنغلاديشية الألمانية التعاون في مجال التنمية . 
في المجموع، قدمت ألمانيا حوالي 2.6 مليار يورو من المدفوعات بحلول عام 2014. يضاف إلى ذلك دعم المنظمات غير الحكومية والمنظمات متعددة الأطراف مثل   على سبيل المثال البنك الدولي الذي تشارك فيه ألمانيا. 

### انتقاد
كان التعاون الإنمائي مراراً وتكراراً في قلب المناقشات المثيرة للجدل. وفوق كل ذلك، فإن عدم وجود اختبار أولي علمي قائم على أسس جيدة بشأن طريقة عمل تدابير الإغاثة المقصودة هو أمر منتقد. مثل هذا النهج من شأنه أن يؤدي إلى نتائج أكثر عدالة وأكثر فعالية من العمل على نطاق واسع في الإرادة.
يتمثل النقد الرئيسي للعمل التنموي الألماني في بنغلاديش في تركيز التمويل على المشكلات غير ذات الصلة في المجتمع البنغلاديشي. على سبيل المثال، تم تمويل العديد من مشاريع هيبة من صناديق التنمية، والتي تستفيد في المقام الأول الجزء الأثري من السكان (على سبيل المثال.   مطار جديد) ، على الرغم من أن الكثير من سكان بنغلادش لا يحصلون على خدمات الصرف الصحي. لا تخدم الاستثمارات غرضها ولا تفيد سوى جزء صغير من سكان بنغلاديش. دعم الدعم من الموارد النقدية بناء مشاريع واسعة النطاق وموجهة نحو التصدير ، على الرغم من أن الاقتصاد البنغلاديشي لديه المزيد من المشاريع الأساسية (على سبيل المثال.   للبنية التحتية). ومن المشكوك فيه أيضا الآثار المباشرة للعمل الإنمائي على الفقر. على الرغم من الاستثمار الكبير، ارتفع عدد الأسر التي تعاني من سوء التغذية من 62 ٪ إلى 80 ٪ من السكان بين عامي 1975 و 1984. 

## التبادل الثقافي والعلاقات الثقافية
منذ عام 1961 يوجد معهد Goethe في دكا، مكرس لتدريس اللغة والثقافة الألمانية . معهد Goethe في دكا هو مكان للعديد من الفعاليات الثقافية ومركز التعليم الألماني في بنغلاديش. بمبادرة «المدارس: شركاء المستقبل»  ، يدعم المعهد، بالتعاون مع خدمة التبادل الأكاديمي الألماني ، خمس مدارس في بنغلاديش في مجال التعليم بين الثقافات للأطفال وسيكون قادرًا على تقديم دروس اللغة الألمانية في جميع المدارس المشاركة تقريبًا.  
كل عام، تمنح هيئة التبادل الأكاديمي الألمانية (DAAD) ، بالتعاون مع مؤسسة ألكسندر فون هومبولت، منحًا دراسية للطلاب البنغلاديشيين. إرشادات الدورة التدريبية متاحة في معهد جوته . ونتيجة لذلك، أكمل عدد كبير من الأكاديميين البنغلاديشيين بالفعل جزءًا من دراساتهم في ألمانيا. بالفعل أكثر من 200 منهم أعضاء في جمعيات الخريجين الألمانية.

## روابط خارجية
- براد للاستثمار بنغلاديش
- الوزارة الاتحادية للتعاون الاقتصادي والتنمية
- غرفة تجارة وصناعة بنجلاديش الألمانية (غرفة تجارة بنغلادش الألمانية)
- الجمعية الألمانية للتعاون الدولي GmbH
- معهد جوته بنغلاديش
- Kreditanstalt für Wiederaufbau
- إحصائيات حول بنغلاديش
- موقع وزارة الخارجية